# Ulien
Ulien ist ein Motu im Westen des Arno-Atolls der pazifischen Inselrepublik Marshallinseln.

## Geographie
Ulien bildet zusammen mit Arno, Aneloklab Anedoul, Eniairik, dem nördlich gelegenen Kiden, sowie weiteren kleinen Motus den Ostrand der Arno Main Lagoon. Auf Ulien befindet sich die Ulien Elementary School.